# Позико (Бреша)
Позико је насеље у Италији у округу Бреша, региону Ломбардија.
Према процени из 2011. у насељу је живело 125 становника. Насеље се налази на надморској висини од 652 м.